# Bulbophyllum vanum
Bulbophyllum vanum är en orkidéart som beskrevs av Jaap J. Vermeulen. Bulbophyllum vanum ingår i släktet Bulbophyllum och familjen orkidéer. Inga underarter finns listade i Catalogue of Life.